# Luuk Balkestein
Luuk Balkestein (Apeldoorn, 9 aprile 1954) è un ex calciatore olandese, di ruolo difensore.
Anche suo figlio Pim è un calciatore.

## Carriera
Durante la sua carriera, Luuk Balkestein ha giocato soltanto per due squadre di club, entrambe di Rotterdam: lo Sparta Rotterdam, dove ha giocato dal 1974 al 1980, e il Feyenoord, dove ha giocato nei due anni precedenti al ritiro, avvenuto nel 1982.
Ha giocato una sola partita per la Nazionale Olandese, nel 1980 contro la Francia (0-0).